# الن براومولر
الن براومولر (آلمانی: Ellen Braumüller؛ ۲۴ دسامبر ۱۹۱۰ – ۱۰ اوت ۱۹۹۱) پرتاب‌گر نیزه اهل آلمان بود.